# کلیف کامپتن
کلیف کامپتن (انگلیسی: Cliff Compton؛ زادهٔ ۲ نوامبر ۱۹۷۹) کشتی‌گیر کشتی حرفه‌ای اهل ایالات متحده آمریکا است.